# انقلاب زیبا
انقلاب زیبا یک مجموعه تلویزیونی محصول سال ۱۳۹۳ به کارگردانی بهرنگ توفیقی، نویسندگی حامد عنقا و تهیه‌کنندگی رامین عباسی‌زاده می‌باشد که از شبکه یک پخش شد.

## خلاصه داستان
این مجموعه ماجراهای زندگی زیبا و حامد را روایت می‌کند که در یک شرکت معماری همکار هستند. آن‌ها تصمیم می‌گیرند با هم ازدواج کنند، اما جابر ناپدری زیبا در کودکی، زیبا و مادرش را ترک کرده و از کشور خارج شده‌است. از طرفی پدر حامد و پدر و مادر واقعی زیبا در مبارزات قبل از انقلاب در زندان‌های حکومت پهلوی کشته شده‌اند. و او (حامد ) با مادر خود زندگی می‌کند. زیبا در خانواده‌ای با تفکرات مدرن بزرگ شده و در این زمینه تفاوت‌هایی با حامد دارد، اما با وجود این هر دو به یکدیگر علاقه‌مندند. حامد و زیبا در تدارک برگزاری مراسم عروسی هستند که اتفاقی غیرمنتظره روی می‌دهد. بازگشت پدر زیبا از خارج پس از سال‌ها باعث یادآوری خاطره و ماجرای تلخی در گذشته می‌شود که خانواده‌ها را تا مرز از هم پاشیدگی پیش می‌برد.
موسیقی تیتراژ انقلاب زیبا با آهنگسازی امیر توسلی و خوانندگی محمدرضا علیمردانی اجرا شده‌است.

## بازیگران
- آتیلا پسیانی در نقش پدر زیبا
- آزاده صمدی در نقش زیبا
- علیرضا کمالی در نقش حامد همسر زیبا
- فریبا کوثری مادر حامد
- نوش‌آفرین رحمانی در نقش دوست زیبا(بهار)
- مجید واشقانی در نقش سروان بهرامی
- اکبر معززی
- ماریه تهرانچی
- فهیمه جلوخانی نیارکی
- کیان محمدی
- غلامرضا صادقی
- نیوشا مدبر
- رضا افشار
- محسن درویش‌زاده
- پیمان یاحقی
- شقایق فراهانی در نقش مانیا تهرانی
- مجید مظفری در نقش صفر